# 巨隼亚科
巨隼亞科（Polyborinae），又稱卡拉卡拉鷹亞科（Caracarinae），是隼科下的一個亞科，分佈于美國以南的大部分美洲地區。該亞科的生物有適合在草地奔走的長腿，能在地面行走和捕食，和其他隼不同的是牠呈直線飛行；飛行時露出翅和尾部的白斑；會吃動物腐屍，也捕食昆蟲、蛙、爬蟲類和受傷的小鳥，有時也襲擊鳥類和烏龜的巢。

## 特徵
身體大致棕色。頭部米色，頂上黑色，臉部有裸露的橘紅色皮膚。胸部有和上背有細條紋。